# Stazione di Tsuge
La stazione di Tsuge (柘植駅?, Tsuge-eki) è una stazione ferroviaria della città di Tsuge, nella prefettura di Mie in Giappone. La stazione è gestita dalla JR West e serve la linea Kusatsu.

## Linee e servizi
JR West
■ Linea principale Kansai
■ Linea Kusatsu

## Struttura
La stazione  è costituita da un marciapiede laterale e uno a isola con tre binari passanti in superficie.
| 1 | ■ Linea principale Kansai | per Kamo e Nara        |
| 2 | ■ Linea principale Kansai | per Kameoka            |
| 3 | ■ Linea Kusatsu           | per Kibukawa e Kusatsu |

## Stazioni adiacenti
| «                       | Servizio      | »             |
| Linea Kusatsu           | Linea Kusatsu | Linea Kusatsu |
| ----------------------- | ------------- | ------------- |
| Capolinea               | Locale        | Aburahi       |
| Linea principale Kansai |               |               |
| Kada                    | Locale        | Shindō        |